# Daniel Georgievski
Daniel Georgievski (en macédonien : Даниел Георгиевски) est un footballeur international macédonien né le 17 février 1988 en Australie. Il joue au poste de défenseur avec le Melbourne Victory.

## Carrière
| Club              | Pays      | Année     |
| ----------------- | --------- | --------- |
| Međimurje Čakovec | Croatie   | 2007-2010 |
| HNK Šibenik       | Croatie   | 2010-2012 |
| Steaua Bucarest   | Roumanie  | 2012-2014 |
| Melbourne Victory | Australie | 2014-     |

## Palmarès
- Championnat de Roumanie : 2013 et 2014
- Championnat d'Australie : 2015